# Groupe de NGC 151
Le groupe de NGC 151 comprend au moins quatre galaxies situées dans les constellations de la Baleine et d'Baleine. La distance moyenne entre ce groupe et la Voie lactée est d'environ 49,5 Mpc (∼161 millions d'al). 

## Membres
Le tableau ci-dessous liste les quatre galaxies du groupe dans l'ordre indiquées dans l'article de A.M. Garcia paru en 1993.   
| Nom         | Classification | Type           | α (J2000.0)   | δ (J2000.0)  | Vitesse radiale (km/s) | Magnitude apparente | Distance   | Dimension (kal) |
| ----------- | -------------- | -------------- | ------------- | ------------ | ---------------------- | ------------------- | ---------- | --------------- |
| MCG -2-2-30 | (R)SB(r)a      | Spirale barrée | 00h 30m 07.3s | -11° 06′ 49″ | 3528 ± 2               | 12,45               | 47,1 ± 3,3 | 80              |
| MCG -2-2-38 | SB(r)bc?       | Spirale barrée | 00h 31m 13.3s | -10° 28′ 52″ | 3565 ± 5               | 12,92               | 47,7 ± 3,4 | 71              |
| NGC 151     | SB(r)bc        | Spirale barrée | 00h 34m 01.8s | -09° 42′ 19″ | 3747 ± 5               | 11,6                | 51,2 ± 3,5 | 137             |
| NGC 217     | SBa            | Spirale barrée | 00h 41m 33.9s | -10° 01′ 17″ | 3976 ± 10              | 12,4                | 54,5 ± 3,9 | 137             |

Le site DeepskyLog permet de trouver aisément les constellations des galaxies mentionnées dans ce tableau ou si elles ne s'y trouvent pas, l'outil du site constellation permet de le faire à l'aide des coordonnées de la galaxie. Sauf indication contraire, les données proviennent du site NASA/IPAC.